# الیران عطار
الیران عطار (عبری: אלירן עטר‎؛ زادهٔ ۱۷ فوریهٔ ۱۹۸۷) بازیکن فوتبال اهل اسرائیل است.
از باشگاه‌هایی که در آن بازی کرده‌است می‌توان به استاد رنس، باشگاه فوتبال مکابی تل‌آویو، باشگاه فوتبال مکابی حیفا، و تیم ملی فوتبال اسرائیل اشاره کرد.